# 장미빛 인생 (1991년 드라마)
《장미빛 인생》은 1991년 5월 6일부터 1991년 7월 2일까지 방영된 MBC 월화드라마이다.

## 줄거리
영문과 대학생 정서는 엄마를 버린 국회의원 아버지의 도움을 거절한 채 어렵게 생활하면서 외무고시 준비를 하다가 법대생 윤섭을 만난다. 어머니가 돌아가시자 휴학계를 내고 신인배우 공모에 선발되어 영화배우가 된 정서는 첫 영화에서 흥행에 참패하고 윤섭마저도 부잣집 딸과 결혼하는 배신을 당한다. 친구 정숙과 의대생 하경마저도 위안이 되지 못하는 정서는 영화사 사장과 결혼하여 아들을 낳는다. 그러나 잠시 동안의 행복도 남편이 교통사고로 사망하자 사라지고 살던 집마저도 빼앗긴다. 정서는 다시 영화배우로 나서 크게 성공하지만 병에 걸려 죽음을 맞이하고 홀로 남겨진 아들을 친구 하경이 헌신적인 사랑으로 맡는다.

## 출연진
- 김혜수 : 채정서 역
- 최상훈 : 박윤섭 역
- 김주승 : 장하경 역
- 신혜수 : 미림 역
- 박근형 : 정태성 역
- 박순천 : 정숙 역
- 지경원 : 재경 역
- 신윤정 : 마송미 역
- 김진태 : 정서의 아버지 역
- 김혜옥 : 정서의 어머니 역
- 이재룡
- 김숙경
- 신귀식
- 문회원
- 홍순창
- 송일권
- 윤철형
- 문미봉
- 오현섭
- 김지영

| 문화방송 월화드라마                             | 문화방송 월화드라마                           | 문화방송 월화드라마                           |
| 이전 작품                                       | 작품명                                        | 다음 작품                                     |
| ----------------------------------------------- | --------------------------------------------- | --------------------------------------------- |
| 이별의 시작 (1991년 3월 10일 ~ 1991년 4월 30일) | 장미빛 인생 (1991년 5월 6일 ~ 1991년 7월 2일) | 행복어사전 (1991년 7월 8일 ~ 1991년 8월 27일) |